# Jérôme Weibel
Jérôme Weibel (5 dicembre 1976) è uno schermidore francese.

## Biografia
Nei campionati europei di scherma ha conquistato una medaglia d'argento a Bolzano nel 1999 ed a Mosca nel 2002, nella gara di fioretto a squadre.

## Palmarès
In carriera ha conseguito i seguenti risultati:
- Europei di scherma

Bolzano 1999: argento nel fioretto a squadre.
Mosca 2002: argento nel fioretto a squadre.